# Foxy Brown (rapera)
Inga DeCarlo Fung Marchand (Brooklyn, Nueva York, 6 de septiembre de 1978) es una rapera, compositora, modelo y actriz estadounidense, más conocida por su nombre artístico, Foxy Brown. Es conocida por sus trabajos en solitario así como numerosas colaboraciones con otros artistas y por haber formado parte del breve grupo de Hip Hop, The Firm. Criada en Brooklyn, Nueva York, Estados Unidos. Su padre Winston Marchand la abandono a ella y a su madre a una temprana edad para seguir su carrera en los registros de ERAC. Sus álbumes incluyen Ill Na Na lanzado en 1996, seguido por Chyna Doll en 1999 y por último Broken Silence en el 2001. También fue parte del álbum homónimo de The Firm en 1997, el único álbum lanzado por ese grupo hasta la fecha.  
Después de 2001, continuó grabando versos para ella misma y para otros artista, pero desde ese entonces no ha lanzado ningún álbum; dejó el sello discográfico Def Jam en el 2003, cancelando así también el lanzamiento de su álbum Ill Na Na 2. Sin embargo, volvió al sello en enero del 2005 luego de que en el entonces presidente y CEO Jay Z la contratara para trabajar en su cuarto álbum, Black Roses. En diciembre del 2005, ella sufrió una pérdida de audición, lo que puso su carrera en hiato hasta el próximo verano, meses después de la cirugía. se lanza Brooklyn Don Diva, su primer mixtape el cual fue lanzado en mayo del 2008. Se espera que su próximo álbum visual King Soon Come sea lanzado este 2018 Conocida como la "princesa del Hip Hop" por los medios ha vendido aproximadamente 14 millones de álbumes a nivel mundial, siendo una de las raperas más exitosa de la historia del Hip Hop. 
Fan de las películas de "Blaxploitation", un género que reivindicaba el orgullo negro en los 70s, Foxy tomo su nombre de la película Foxy Brown, protagonizada por Pam Grier. Es junto a Lil' Kim y Trina, las raperas más sexualmente explícitas de la historia. Desde 2001 no ha parado de meterse en los líos más dispares, desde una polémica sobre su supuesta perdida de oído hasta una denuncia por pelearse en un salón de manicura.

## Carrera

### Comienzos de su Carrera:Ill Na NayThe Firm(1994-1997)
Mientras aún era una adolescente, Foxy Brown ganó un concurso de talentos en el vecindario de Park Slope en Brooklyn, Nueva York. Los miembros del equipo de producción Trackmasters que trabajaban en el álbum Mr. Smith de LL Cool J estuvieron presentes esa noche y quedaron impresionados lo suficiente como para invitar a Brown a rapear "I Shot Ya". Ella siguió apareciendo en sencillos platinos y oro por la RIAA, incluyendo remixes de canciones como "You're Makin Me High" de Toni Braxton Foxy también apareció en la banda sonora de la película de 1996 "The Nutty Professor", en canciones como "Touch Me Tease Me" de Case y "Ain't No Nigga" de Jay-Z Su éxito de inmediato condujo a una "guerra" de ofertas de sellos discográficos a principios de 1996, y en marzo, Def Jam Records ganó e integró a la rapera de 17 años de edad a su lista En 1996, Foxy Brown, Lil' Kim, Da Brat y Total se unieron para grabar el remix de Bad Boy para la canción "No One Else" siendo esta la única pista en la que Kim y Foxy colaboran, cuando eran amigas.
En 1996, Foxy lanza su álbum debut Ill Na Na el cual generó críticas mixtas pero fuertes ventas. El álbum debutó en la posición número 7 en las listas de Billboard 200 vendiendo 109.000 copias en su primera semana. El álbum fue producido en gran medida por Trackmasters, y presentó apariciones especiales de Jay-Z, Blackstreet, Method Man y Kid Capri El álbum en tres meses logró certificar platino tras vender más de 1 millón de copias en los Estados Unidos por la RIAA y lanzó tres sencillos exitosos: "Get Me Home" en colaboración con Blackstreet, I'll Be con Jay Z y "Big Bad Mamma" con el grupo R&B, Dru Hill.
Tras el lanzamiento de Ill Na Na, Foxy se unió a otros artistas de Hip Hop con sede de Nueva York como, Nas, AZ y Nature para formar el supergrupo "The Firm". El álbum homónimo fue lanzado a través de Aftermath Records, fue producido y grabado por el equipo colectivo de Dr. Dre, Trackmasters y Steve Stoute, en ese entonces parte del sello Violator Entertainment. El álbum alcanzó la cima del Billboard 200 y vendió más de medio millón en EE. UU y fue certificado oro por la RIAA
En marzo de 1997, Foxy fue parte de Spring break, organizado por MTV en la Ciudad de Panamá, Florida junto a otros artistas como el rapero Snoop Dogg, el grupo pop de las Spice Girls y la banda de rock Stone Temple Pilots

### 1998–1999: "Chyna Doll"
Chyna Doll se lanzó el 26 de enero de 1999 y debutó en la posición número 1 en las listas de Billboard 200, el cual vendió 173,000 copias en su primera semana. El sencillo principal del álbum, "Hot Spot", alcanzó la posición 91 del Billboard Hot 100 y número 31 en el UK Official Chart, luego el sencillo "I Can't" (con Total) el cual alcanzó la posición número 26 en los charts de Canadá. Chyna Doll fue certificado platino por la RIAA tras superar el millón de copias en los Estados Unidos.

### 2000–2003:Broken SilenceandIll Na Na 2: The Fever
En 2001, Foxy lanzó su tercer trabajo discográfico titulado "Broken Silence". El sencillo "B.K Anthem" mostró el cambio de Foxy a su lado más "callejero" dando tributo a su ciudad natal, Brooklyn, y a famosos raperos como The Notorious B.I.G. y Jay Z. El primer sencillo del álbum fue "Oh Yeah" el cual era en colaboración con es entonces novio, el artista de Dancehall Jamaiquino, Spragga Benz. La canción "Na Na Be Like" fue producida por Kenya Fame Flames y Nokio de Dru Hill. "Na Na Be Like" también está incluida en la banda sonora de Blue Streak.
El álbum debutó en el chart de Billboard 200 en la posición número 5 con 130,000 copias en su primera semana. Al igual que sus álbumes anteriores, Broken Silence también fue certificado pero este solo fue oro tras vender más de 500,000 copias en los Estados Unidos por la RIAA.

### Sencillos
| Año  | Título                                    | U.S Hot 100 | U.S. R&B | U.S. Rap | UK singles | Álbum                                   |
| ---- | ----------------------------------------- | ----------- | -------- | -------- | ---------- | --------------------------------------- |
| 1996 | "Get Me Home" (featuring Blackstreet)     | —           | —        | —        | 11         | Ill Na Na                               |
| 1997 | "I'll Be" (featuring Jay-Z)               | 7           | 5        | 2        | 9          | Ill Na Na                               |
| 1997 | "Big Bad Mama" (con Dru Hill)             | 53          | —        | 9        | 12         | Def Jam's How To Be A Player Soundtrack |
| 1999 | "Hot Spot"                                | 91          | 22       | 23       | 31         | Chyna Doll                              |
| 1999 | "I Can't" (featuring Total)               | —           | 61       | 45       | —          | Chyna Doll                              |
| 2001 | "B.K. Anthem"                             | —           | 82       | 22       | —          | Broken Silence                          |
| 2001 | "Candy" (featuring Kelis)                 | —           | 48       | 10       | 48         | Broken Silence                          |
| 2001 | "Oh Yeah" (featuring Spragga Benz)        | —           | 63       | —        | 27         | Broken Silence                          |
| 2003 | "I Need a Man" (featuring The Letter M)   | —           | —        | —        | —          | Ill Na Na 2: The Fever                  |
| 2005 | "You Already Know" (con 112)              | 32          | 3        | —        | —          | Pleasure and Pain                       |
| 2005 | "Come Fly With Me" (featuring Sizzla)     | —           | 45       | —        | 42         | Black Roses                             |
| 2007 | "We Don't Surrender" (featuring Grafh)    | —           | —        | —        | —          | Brooklyn's Don Diva                     |
| 2007 | "When The Lights Go Out" (featuring Kira) | —           | —        | —        | —          | Brooklyn's Don Diva                     |
| 2008 | "Star Cry"                                | —           | —        | —        | —          | Brooklyn's Don Diva                     |

Colaboraciones en sencillos
- 1995: "Affirmative Action" (Nas con AZ, Cormega, & Foxy Brown)
- 1996: "Touch Me Tease Me" (Case con Foxy Brown & Mary J. Blige) Hot 100 # 14; UK # 26
- 1996: "Ain't No Nigga" (Jay-Z con Foxy Brown) Hot 100 # 50; UK # 31 lanzado como "Ain't No Playa"
- 1997: "(Always Be My) Sunshine" (Jay-Z con Foxy Brown & Babyface) Hot 100 # 95; UK # 25
- 2002: "And We" (Sean Combs con Black Rob, Big Azz Ko, Kain Cioffie, G. Dep, Foxy Brown, Craig Mack & The M)
- 2003: "Too Much For Me" (DJ Kayslay con Foxy Brown, Nas, Amerie & Baby)
- 2004: "More or Less" (Shyne con Foxy Brown)
- 2005: "U Already Know" (112 con Foxy Brown) Hot 100 # 32

## Filmografía
- 1998: Woo
- 2004: Fade to Black [Documental de Jay-Z]